# Ljusryggig albatross
Ljusryggig albatross (Phoebetria palpebrata) är en fågel i familjen albatrosser inom ordningen stormfåglar.

## Utseende
Adulta individer når en kroppslängd på 79–89 centimeter m samt ett vingspann på 180–220 centimeter. Vikten varierar mellan 2,6 och 3,7 kilogram och hannar är i genomsnitt något tyngre. Den svarta näbben är mindre än hos andra albatrosser. Fjäderdräkten har huvudsakligen en askgrå färg, bara vingarnas ovansida och delar av huvudet är gråbruna. Kring ögat har den en vit ring.

## Utbredning
Ljusryggig albatross förekommer kring Antarktis i regionen vid packisens gräns samt i angränsande tempererade och subtropiska regioner. Utbredningsområdet sträcker sig ungefär från 40:e till 60:e sydliga breddgraden. Den häckar på subantarktiska öar som Sydgeorgien, Bouvetön, Macquarieön, Kerguelen, Heard- och McDonaldöarna eller Campbellön.

## Ekologi

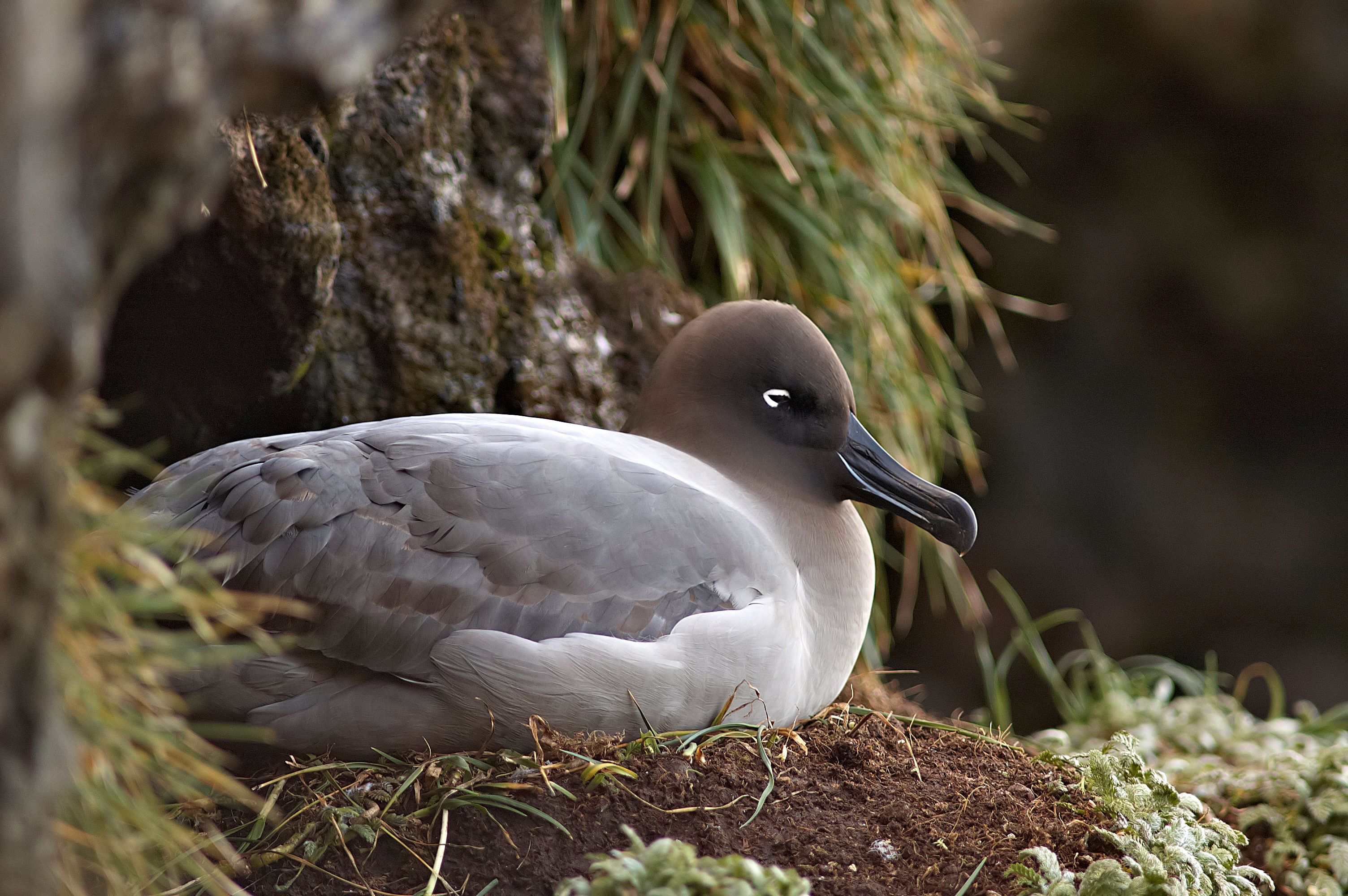
Häckande ljusryggig albatross på Kerguelen.

När albatrossen har boungar födosöker den vanligen i närområdet. Annars genomför den långa vandringar och syns ibland 1 500 km från sina häckningsplatser. En studie visade att vissa individer som häckar på Sydgeorgien har en fast rutt som medurs passerar alla öar som begränsar Scotiahavet. Födan utgörs främst av bläckfiskar och krill som kompletteras med fiskar, fåglar och as.
Ljusryggig albatross häckar ensam eller i mindre kolonier på klippiga sluttningar. Äggen läggs vanligen mellan oktober och november och i kolonier sker äggläggning hos alla honor samtidig. Ungefär två månader senare kläcks äggen och i maj eller juni är ungarna flygga. Födan som föräldrarna bär till ungarna kan väga upp till 1,5 kilogram och består ungefär till hälften av vätska. Arten är filopatrisk och ruvar varje år på samma ö. Likaså börjar ungarna efter sju till tolv år ruva i samma område. Livslängden är inte helt utredd men vissa dokumenterade individer blev upp till 40 år gamla.

## Hot och status
Ljusryggig albatross har nästan inga naturliga fiender då den vanligen vistas i luften eller på avlägsna klippor. Det antas bara att några ungdjur faller offer för jättestormfåglar och förvildade katter.
På vissa av öarna där arten häckar har skadedjur introducerats som antagligen har påverkat beståndet. Arten hamnar även som bifångst i stora fiskenät. Populationens utveckling är inte helt klarlagt men det antas att beståndet är stabilt eller minskar något. På Possession Island (Crozetöarna) minskade populationen med 13 procent under de senaste 15 åren. Den aktuella populationen uppskattas till 19 000–24 000 häckande par. IUCN listar arten som nära hotad (NT).

## Namn
Fågeln har på svenska även kallats ljusryggig sotalbatross och ljusryggad sotalbatross.